# Rue Mathieu Laensbergh
La rue Mathieu Laensbergh est une artère du quartier Nord de la ville de Liège (Belgique) sur la rive gauche de la Meuse.

## Historique
Du XIIIe siècle jusqu'au début du XIXe siècle, la rue longeait le côté est du fossé Saint-Léonard, un élément de défense de la ville de Liège constitué sous la forme de douves remplies d'eau de la Meuse. La rue qui s'est appelée la rue Sur-les-Fossés jusqu'en 1863 se situait entre la porte Saint-Léonard et la porte de Vivegnis, toutes deux ayant été érigées de l'autre côté du fossé. À partir de 1851 et pendant plus d'un siècle, les riverains avaient vue sur la prison Saint-Léonard. Depuis 1983, le parc Saint-Léonard occupe l'espace qui était dévolu à la prison.

## Situation et description
La rue pavée, plate et rectiligne occupe le côté est du parc Saint-Léonard et est située entre la rue Maghin et Jonruelle. Mesurant approximativement 212 m, elle compte deux douzaines d'immeubles d'habitation tous situés du côté pair (côté est) et avec vue sur l'esplanade bordée d'arbres. La rue applique un sens unique de circulation automobile dans le sens Jonruelle-Maghin.

## Odonymie
Depuis 1863, la rue rend hommage à Mathieu Laensbergh, prédicateur et auteur de l'Almanach de Liège dont la plus ancienne publication date de 1626.

## Architecture
Les immeubles de la partie de la rue entre la rue Maghin et la rue Regnier-Poncelet sont de constructions plus récentes (XXe siècle) que la partie nord vers Jonruelle (XIXe siècle). Quelques maisons s'inspirent du style Art déco comme l'immeuble situé au no 6.

## Voiries adjacentes
- Rue Maghin
- Parc Saint-Léonard
- Rue Regnier-Poncelet
- Jonruelle
- Rue Vivegnis

### Sources et liens externes
- Claude Warzée, « Du prieuré Saint-Léonard à la fonderie de canons », sur Histoires de Liège, 14 février 2016 (consulté le 7 août 2023)
- « Saint-Léonard : L’histoire du quartier », sur saint-leonard.be (consulté le 10 janvier 2019)